# SpaceX Crew-3
SpaceX Crew-3 est le quatrième vol opérationnel habité du vaisseau spatial Crew Dragon de la société américaine SpaceX et son sixième vol orbital global. La mission est lancée le 11 novembre 2021 et transporte quatre membres des expéditions 66 et 67 de la Station spatiale internationale.

## Équipage
- Commandant : Raja Chari (1),  États-Unis NASA
- Pilote : Thomas Marshburn (3),  États-Unis NASA
- Spécialiste de mission 1 : Kayla Barron (1),  États-Unis[2] NASA
- Spécialiste de mission 2 : Matthias Maurer (1),  Allemagne ESA

(Le chiffre entre parenthèses indique le nombre de vols spatiaux effectués par l'astronaute, SpaceX Crew-3 inclus.)

## Équipage de réserve
- Commandant : Kjell N. Lindgren (1),  États-Unis NASA
- Pilote : Robert Hines (0),  États-Unis NASA
- Spécialiste de mission 1 : Samantha Cristoforetti (1),  Italie ESA
- Spécialiste de mission 2 : Stephanie Wilson (3),  États-Unis NASA

## Mission

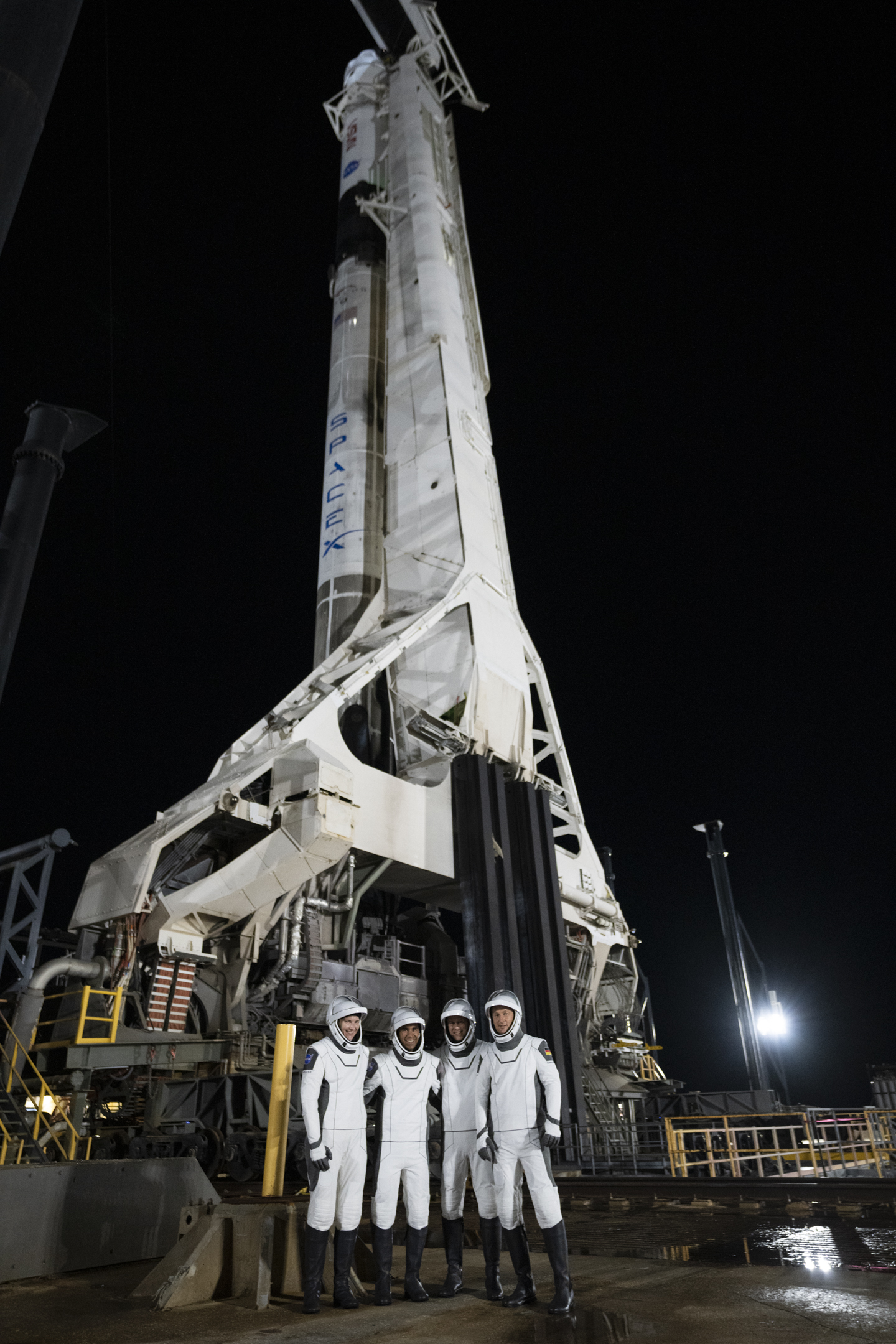
Les astronautes de la mission NASA SpaceX Crew-3 lors d'une répétition générale au Centre spatial Kennedy en Floride le 28 octobre 2021, en préparation du lancement de Crew-3. Les astronautes sont sur le pas de tir 39A avec la fusée Falcon 9 et le vaisseau Crew Dragon en arrière-plan. De gauche à droite : Kayla Barron, Raja Chari, Tom Marshburn (NASA) et Matthias Maurer (Agence spatiale européenne).

Le lancement a lieu le 11 novembre 2021 à 2 h 33 min 31 s UTC depuis l'aire de lancement 39A du Centre spatial Kennedy. Après 21 heures de voyage, le vaisseau Endurance s'amarre au module Harmony de la Station spatiale internationale le même jour à 23 h 32 UTC. L'équipage participe à l'expédition 66.
Le segment ESA de cette mission est appelé Cosmic Kiss.